# تنب هنگ
تنب هنگ نام محلی است در «بون کوه زیر» کوه جنوب کوخرد، و ازتوابع بخش کوخرد شهرستان بستک و در غرب استان هرمزگان در جنوب ایران. 
«تنب هنگ» از قبله اشکفت رابیه و از جنوب غربی راه دو وازگهی واقع شده‌است. 
تنب هنگ تپه‌ای است بسیار بلند وکشیده ازسمت مغرب رو به سمت مشرق، وعرض آن ما بین ۶ متر تا ۱۰ متر می‌باشد.
در بالای تنب هنگ درختان کو چک مانند درخت «خید» و درخت «پُشکِر» و درخت «گنیس» وجود دارد.
درفصل زمستان بعد از باریدن باران دربالای تنب هنگ دمبل (خیر) و کمپر و ترشه می‌روید.

## محدوده تنب هنگ
تنب هنگ از شمال به بنه غدیر و برکه محمد عبدالله مشهور به «مَد اَودُلا» و نرگ زشتو، و از جنوب به نرگ تنگ مصلی، و از مشرق به تنگ دوئن، و از سمت مغرب به دواز گهی منتهی می‌شود.
آبخیز سمت شمال تنب هنگ به نرگ زشتو می‌ریزد، اما آبخیز سمت جنوب آن به نرگ تنگ مصلی می‌ریزد.

## راههایی که از تنب هنگ می‌گذرد
در دوران قدیم سه راه قافله رو (مالرو) از کنار تنب هنگ می‌گذشته‌است وکاروانها از این راه‌ها به ساحل دریا می رسیدند:
- راه بست ره
- راه شلدون  (دو وازگهی).
- راه تنگ دوئن

کاروانها که بیشتر آنان از شتر تشکیل می‌شد از این راه‌ها عبور می‌نمودند، وهموارترین راه‌ها (راه شلدون) بوده که شترها می‌توانستند از آن راه به آسانی عبور نمایند.
راه شلدون از سمت قبله «گوچی» سرازیر می‌شود. و راه گوچی سواره‌رو است.
اما راه اصلی کوه زیر به لاورِ دین راه تنگ دوئن است که تا حالا کوه نوردان از آن راه استفاده می‌نمایند.

## فهرست منابع و مآخذ
- محمدیان، کوخردی، محمد ، “ «به یاد کوخرد» “، ج۲. چاپ اول، دبی: سال انتشار ۲۰۰۳ میلادی.
- محمدیان، کوخردی، محمد ،  (شهرستان بستک و بخش کوخرد)   ، ج۱. چاپ اول، دبی: سال انتشار ۲۰۰۵ میلادی.
- الکوخردی، محمد، بن یوسف، (کُوخِرد حَاضِرَة اِسلامِیةَ عَلی ضِفافِ نَهر مِهران Kookherd, an Islamic District on the bank of Mehran River) الطبعة الثالثة، دبی: سنة ۱۹۹۷ للمیلاد.